# Walther Rathenau

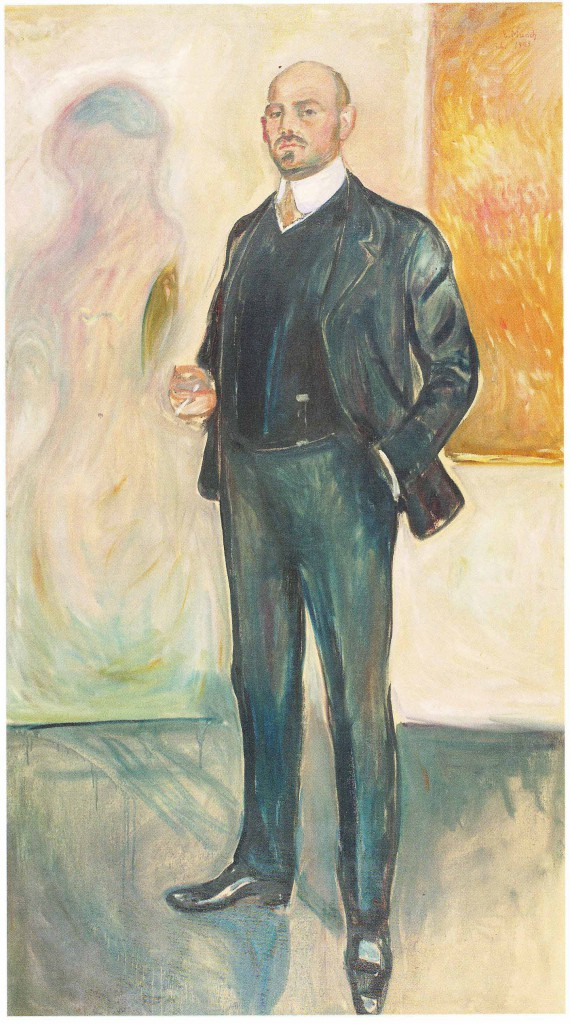
Walter Rathenau portréja (1907), Edvard Munch festménye

Walther Rathenau (Berlin, 1867. szeptember 29. – Berlin, 1922. június 24.) német nagyvállalkozó, író, liberális politikus, a weimari köztársaság külügyminisztere. Zsidó származása, liberális nézetei és közéleti tevékenysége miatt politikai merénylet áldozatául esett, melyet a szélsőjobboldali terrorszervezet, az Organisation Consul tagjai követtek el.

## Élete és munkássága

### Ifjúsága és az útkeresés évei
Nagypolgári zsidó családba született, apja Emil Rathenau, az AEG (Allgemeine Elektricitäts-Gesellschaft) alapítója. Fizikát, kémiát és filozófiát tanult Berlinben és Strasbourgban, 1889-ben doktorált fizikából. Széles érdeklődési körére jellemző, hogy foglalkozott irodalommal, festészettel – utóbbi révén ismeretségbe került a majdani híres norvég festővel, Edvard Munch-al –, és később filozófiai műveket is írt. Előbb egy svájci alumíniumipari cégnél dolgozott mint mérnök-technikus, majd egy kis elektrokémiai vállalatnál Bitterfeldeben, ahol elektrolízis kísérleteket irányított. 1899-ben visszatért Berlinbe és csatlakozott az AEG vezetéséhez. 1907-ben az igazgatótanács elnöke lett, vezetése alatt az AEG szédületes fejlődésen ment keresztül, s a világ egyik legnagyobb elektrotechnikai cégévé vált.
Az első világháború kitörése után egy memorandumot írt a kormányhoz, melyben felajánlotta szolgálatait, s ennek következtében a hadügyminisztérium hadi-nyersanyag ellátásért felelős osztályának (Kriegsrohstoffabteilung – KRA) megszervezője és vezetője lett. 1915-ben, 8 hónap után lemondott posztjáról, de semmilyen elismerést nem kapott munkájáért, sőt e tettét később hazafiatlanságként felrótták neki. Ugyanebben az évben apja meghalt, s az AEG vezetésének feladata rá hárult. Erich Ludendorff egyik korai támogatója volt, de a korlátlan tengeralattjáró-háború meghirdetése után az iránta tanúsított csodálata megfakult. 1917-ben megjósolta a háború utáni gazdasági káoszt és a bekövetkező inflációt. Még a közelgő vereség előtt is, 1918. október 7-én általános sorozást javasolt.

### Magányos próféta, reformer, író
Bár Rathenau elkötelezettsége a parlamenti demokrácia iránt mérsékelt volt, üdvözölte a császár lemondását, és a compiègne-i fegyverszüneti egyezmény aláírása után csatlakozott a frissen megalakult Német Demokrata Párthoz (Deutsche Demokratische Partei – DDP). 1918 novemberében közvetítő szerepet játszott a Hugo Stinnes és Carl Legien közötti tárgyalásokban és az egyezmény tető alá hozásában. A 8 órás munkanap elfogadása az ő szorgalmazására történt Stinnes részéről. Rathenau a haladó szellemű nagyiparosok szűk köréhez tartozott, s állandó vitában volt társadalmi osztályának konzervatív szereplőivel. De nemcsak saját osztályának körében volt népszerűtlen, a liberális sajtó is bizalmatlan volt iránta, a baloldalról nem is beszélve. Ludendorff és köre pedig az éppen születőben lévő tőrdöfés legenda szellemében kampányt indított ellene, s a háború szabotálásával vádolta. A DDP-ben ez volt az egyik fő ok, amiért nem indították jelöltként a nemzetgyűlési választásokon. A másik ok, a németség iránti kétségbevonhatatlan lojalitása miatt, vele szemben ritkán hangoztatott, de általánosan jelen lévő antiszemitizmus volt. Egy időre visszavonult a politikától, s megírta A császár című művét, mely 1919 márciusában jelent meg. Ez műfaját tekintve a memoár, a pszichológiai elemzés illetve a morál- és történetfilozófiai elmélkedés egyvelege, melyben kiemelte a császár emberi vonásait, s elítélte tanácsadói környezetének gyengeségeit. A kedvezőtlen kritikák ellenére sem tört meg lendülete, még ugyanebben az évben publikálta Az új társadalom (Die Neue Gesellschaft) című könyvét, melyben összefoglalta gondolatait a társadalmi reformról. Ennek szintén nagyon rossz volt a fogadtatása, minden oldalról támadások érték.

### Szónok és politikus
Rathenau a sikertelenség hatására abbahagyta az írást és új önkifejezési formát keresett, szónokként lépett a nyilvánosság elé. Beszédei sokkal jobbak voltak, mint írásai, s egyre szélesebb körű hallgatóságot szereztek számára. Még korábbi fanyalgó párttársait is sikerült maga mellé állítania. A Kapp-puccs alatt kiállt a köztársaság védelmében, s ez növelte az iránta tanúsított bizalmat. 1920-ban Joseph Wirth pénzügyminiszter javasolta őt a 22 tagú Második Szocializálási Bizottságba (Zweite Sozialisierungskommission), amiben prominens szocialisták, szakszervezeti vezetők, ismert közgazdász professzorok és néhány nagyiparos vett részt. Rathenau a bizottságban mérsékelt, pragmatikus álláspontot képviselt, néhány alapvető változtatást, a kapitalizmus enyhe reformját, és határozottan ellenezte a szocializmusba való teljes átmenetet.
1920 júliusában Wirth elvitte magával a spá-i konferenciára mint tanácsadót. Ez fordulóponttá vált Rathenau életében. A konferencián a német delegáción belüli súlyos ellentétek már a tanácskozás eredményességét veszélyeztették. Az egyik álláspontot Hugo Stinnes, a Ruhr-vidék iparbáróinak egyike képviselte, aki mindenáron szabotálni akarta a német szénszállításokat Franciaországba, míg a másikat Rathenau, aki a józan kompromisszumok híve volt, s a szénszállítások teljesítése mellett igyekezett a lehető legkedvezőbb pozíciót elérni. Stinnes a szénbányák szóbanforgó államosítását a végsőkig ellenezte, míg Rathenau elvben az államosítás pártján volt. Az álláspontok különbözőségét a kölcsönös ellenszenv még inkább kibékíthetetlenné tette.

### Újjáépítési miniszter

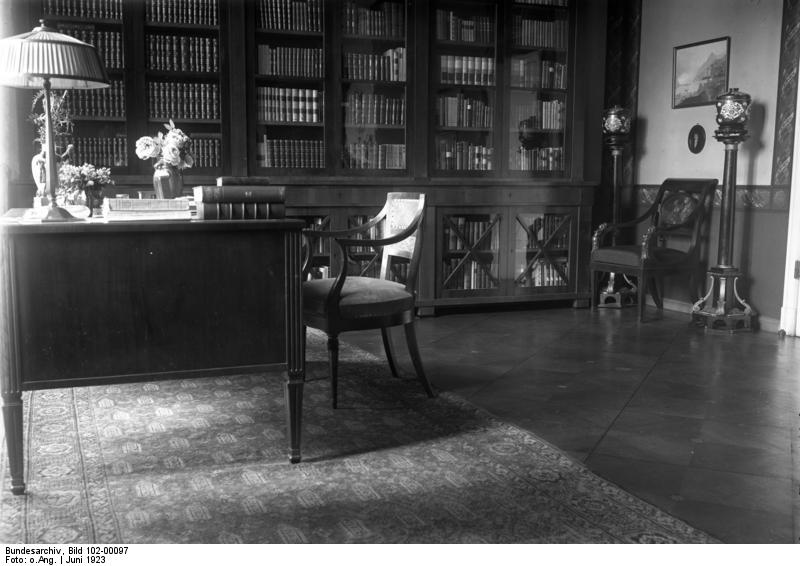
Rathenau dolgozószobája (1923)

A háborús jóvátétel súlyos terhei miatt Németország válságból válságba bukdácsolt, 1921 tavaszára csaknem kormányozhatatlanná vált. Az antant május 5-i londoni ultimátuma hatására a kormány lemondott, s a Joseph Wirth vezetésével alakult új kabinet a teljesítési politika hívévé szegődött. Ebben a rendkívül nehéz helyzetben Rathenaut gazdasági jártassága, széles társadalmi látóköre, műveltsége, kiváló nyelvtudása és diplomáciai érzéke mind arra predesztinálta, hogy a kancellár mellett kulcsszerepet kapjon. Életének egyik legnehezebb döntéseként elvállalta az újjáépítési miniszteri posztot. 1921. június 2-i parlamenti beszédében megfogalmazta a teljesítési politika doktrínáját azzal a céllal, hogy Németország egyenjogú tagként újra visszatérhessen a nemzetek közösségébe, és egész Európa újjáépítése megvalósulhasson. Első nagyobb sikere a Wiesbadeni Egyezmény augusztus végén született, mely a francia újjáépítési miniszterrel, Louis Loucheurrel folytatott tárgyalásainak eredménye volt, s új irányt adott a német-francia kapcsolatoknak. Ez időben csaknem egybeesett Felső-Szilézia feldarabolásával, amire tiltakozásul a kormány lemondott. Rathenau az új Wirth-kabinetben azonban már nem szerepelt, mert pártja a DDP a külpolitikai helyzet miatt elutasította az új kormányban való részvételt. Nem bánta, hogy kilépett a reflektorfényből, mert a nyár folyamán a politikai támadások mellett több fenyegetést kapott. Matthias Erzberger augusztus 26-i meggyilkolása – mely még hivatali ideje alatt történt, – csak egyike volt a rendszeresen előforduló politikai merényleteknek, aminek ő is a célkeresztjében volt.
Lázas tevékenységét a háttérben tovább folytatta. 1921. november 28-án informális megbeszéléseket kezdett Londonban a brit politikai élet vezetőivel, elsősorban David Lloyd George miniszterelnökkel. Nem sokkal korábban Stinnes szintén járt Londonban, hogy a német gazdaság nyomasztó pénzügyi terheinek könnyítését tartalmazó elképzeléseihez támogatókat találjon. Rathenau azonban hitelesebb tárgyalópartnernek bizonyult. A miniszterelnökkel folytatott tanácskozása egészen részletekbe menő volt, általános európai kérdéseket is érintett, s londoni tartózkodása alatt találkozhatott a teljes brit politikai elittel, többek között Stanley Baldwin és Winston Churchill későbbi miniszterelnökökkel. Sőt vendéglátóinál sikerült kieszközölnie, hogy előbb Loucheurt majd később Aristide Briand miniszterelnököt további megbeszélésekre hívják Londonba.
Rathenau diplomáciai sikereit jelzi, hogy az 1922. január 11-én a német delegáció az ő vezetése alatt érkezett az antant Legfelső Tanácsa által összehívot canne-i nemzetközi tanácskozásra. Bár az elért konkrét eredmények szerények voltak, – a német–francia tárgyalások Briand január 12-i lemondatása után zátonyra futottak, – sikerült egy március 21-től május 31-ig tartó, teljes fizetési moratóriumban megegyezni. A legfontosabb eredmény azonban a Genovában tartandó Európai Gazdasági és Pénzügyi Konferencia összehívásáról született döntés volt. Rathenau vitathatatlan diplomáciai előrelépést könyvelhetett el, aminek elismeréseként január végén külügyminiszteri tárcát kapott.

### Külügyminiszter
Genovába ugyan meghívták mind Németországot mind Szovjet-Oroszországot, de nem kezelték egyenrangú félként őket. Az elszigeteltségből való kitörés szándéka mindkét ország diplomáciáját a kölcsönös közeledésre ösztönözte. A szovjet diplomácia különösen aktív volt, Genovába menet a szovjet delegáció megállt Berlinben, és tárgyalásokat folytatott egy különmegállapodás reményében. Míg Rathenau teljesen elutasította szovjet javaslatokat, addig Wirth megfontolandónak tartotta, Ago von Maltzan, a külügyminisztérium Kelet-Európa részlegének vezetője pedig lelkesen támogatta. Végül nem született semmilyen megállapodás, de egymás álláspontjainak megismerése megtörtént. Genova nem sok jót tartogatott Németország számára, mivel néhány nemzetközi körülmény rossz irányba fordult. Az Egyesült Államok tartózkodott a részvételtől, Raymond Poincaré, az új francia miniszterelnök a kompromisszumra törekvés helyett a nagyhatalmi politikát erőltette, Lloyd George belpolitikai lavírozásra kényszerült, mely csökkentette közvetítői aktivitását. Rathenau túlzott reményeket táplált Lloyd George irányában, amiben csalódnia kellett, s amikor már nyilvánvaló volt a genovai konferencia eredménytelensége, az utolsó pillanatban kötötték meg a rapallói egyezményt a szovjet-orosz diplomáciával. A szerződés az imperialista hatalmi logikát felváltotta a kölcsönös előnyökön alapuló egyenjogú, békés viszonyok preferálásával, példát mutatva egész Európa számára, jelentősége történelminek bizonyult. Ezzel Rathenau politikai karrierje csúcsára ért.
Az egyezmény politikai szenzációszámba ment, s az újságok címlapjára került. Az antant országokban igen negatív fogadtatásban részesült, különösen Franciaország részéről, – Lengyelország újabb felosztásától tartva, – a német belpolitikában pedig a szélsőjobboldal irányából. A Rathenau elleni egyik legsúlyosabb vád volt, hogy lepaktált a bolsevizmussal. Rathenau maga ambivalensen tekintett az egyezményre, mely ellentmondásban van a teljesítési politika doktrínájával. Hajlott annak elfogadása felé, hogy a jóvátételi terhek és az elszabaduló infláció között közvetlen összefüggés van, s álláspontja életének utolsó heteiben közeledett az ellenzék felé. Ám ekkorra már a szélsőjobboldali sajtó antiszemita tónusa különösen felerősödött ellene. Egy beszélgetés alkalmával Rathenau megkérdezte egy párttársát: – Mondd, miért gyűlölnek engem ezek az emberek olyan irtózatosan? – és a válasz a következő volt – Egyszerűen azért, mert zsidó vagy és sikeresen menedzseled a német külpolitikát. Te egy élő cáfolata vagy a Németországnak ártó zsidóságról szóló antiszemita teóriáknak.

### Merénylet

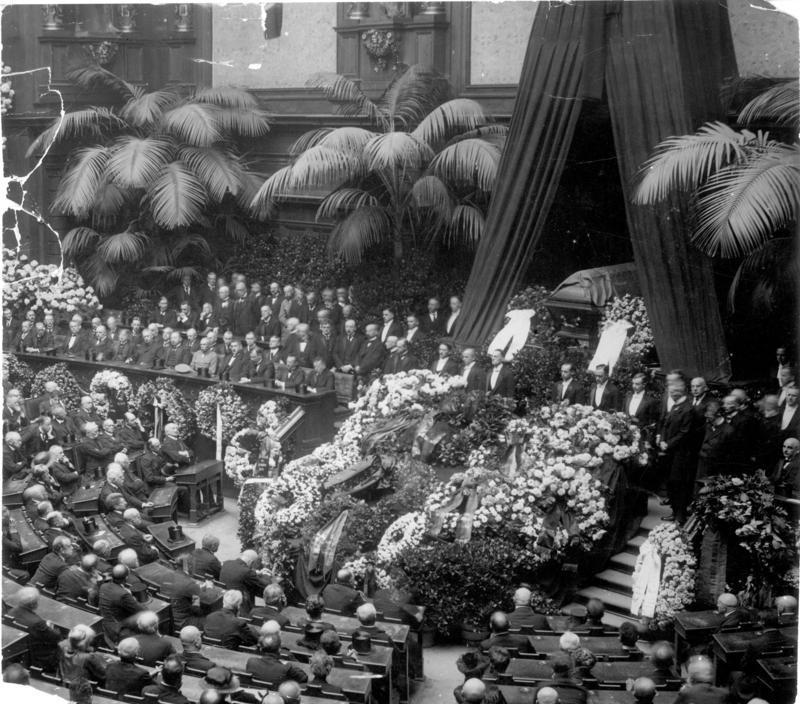
Rathenau ravatala a Reichstagban (1922. június 27.)

Rathenau tudta, hogy élete folyamatos veszélynek van kitéve, s mint kormánytag jogosult lett volna a rendőri védelemre, de legtöbbször nem tartott rá igényt. Wirth maga is értesült a készülő merényletről, ennek ellenére Rathenau sztoikus nyugalommal tekintett a jövőjére. 1922. június 24-én az Organisation Consul terrorszervezet két tagja egy kanyarban várt a nyitott autóval a munkahelyére tartó külügyminiszterre. Több lövéssel megölték, s kézigránátot is dobtak rá. A berlini rendőrség gyorsan letartóztatta sofőrjüket, a 20 éves Ernst-Werner Techowot. Július 17-én a szökésben lévő bűnözők rejtőzködési helyére, egy régi Thüringiai kastélyra is rátaláltak. Az egyik elkövető, a 23 éves egyetemista, Erwin Kern a rendőrséggel folytatott tűzharcban életét vesztette, a 26 éves Hermann Fischer pedig a helyszínen öngyilkos lett.
Rathenau halálának délutánján a Reichstag rendkívüli ülést tartott. A köztársaságpártiak és köztársaságellenesek különös élességgel csaptak össze, Rathenau halála mindkét oldal számára szimbólummá vált. A szakszervezetek másnap gyászdemonstrációt tartottak, melyen félmillió ember vett részt. Más városokban is – Hamburgban, Münchenben, Breslauban, Chemnitzben és Essenben – megemlékezéseket rendeztek.